# Fregenite
Fregenite, es un diseminado del municipio granadino de Órgiva.

## Localización y Geografía
Fregenite se encuentra, entre Rubite y la sierra de Lújar, cuenta con 2 habitantes, se distancia de 75 km de Granada y su altura es de 840 m s. n. m.

## Demografía
| Gráfica de evolución demográfica de Alcázar y Fregenite entre 1930 y 1970 |
| |
| Población de derecho según los censos de población del INE Población de hecho según los censos de población del INEEn 1930 aparece este municipio porque se fusionan los municipios Alcázar y Bargis y Fregenite En 1973 este municipio desaparece porque se integra en el municipio Orjiva |

| Gráfica de evolución demográfica de Fregenite entre 1842 y 1920 |
| |
| Población de derecho según los censos de población del INE Población de hecho según los censos de población del INEEn 1930 este municipio desaparece porque se agrupa en el municipio Alcázar y Fregenite |

## Fiestas
Las fiestas de Fregenite son el 29 de septiembre, en honor a San Miguel, aunque también cabe destacar las de los típicos chiscos alpujarreños, que son el 19 de enero.